# Justin Delmas
Pour les articles homonymes, voir Delmas.
Justin Delmas (né en 1796 à Montsalvy, mort le 20 novembre 1876 à Sansac-Veinazès dans le Cantal) était un haut fonctionnaire et un philanthrope du début du XIXe siècle, qui fut successivement préfet puis secrétaire-général du Ministère de l'Intérieur, fonction pour laquelle il donna sa démission après le coup d'État du 2 décembre 1851. 
Il était membre de la Société cantalienne et très lié à Auguste de Balsac avec lequel il était apparenté et auquel il succéda au ministère de l'Intérieur.

## Famille
Fils de Noël Delmas (1770-1836), avoué, maire de Montsalvy, conseiller général, et de Charlote Cailus (1772-1846), fille d'un procureur au présidial d'Aurillac qui possédait la demeure de Dilhac.
Il s'est marié avec Joséphine Beynaguet, fille de Pierre-Paul Beynaguet, né en 1774 au château de Branzac où son père était fermier de la baronnie, et de Marguerite "Juliette" Mayenobe. 
Ils ont eu plusieurs enfants, dont :
- Albert Delmas (1831-1914), préfet, conseiller d'État, conseiller-maître à la Cour des comptes, qui a restauré le château de Montsalvy hérité de son grand-père Noël Delmas.
- Justine Delmas (1827-1914), mariée à Urbain Grognier, famille d'Aurilac bien implantée à Lyon. Leur fille Hélène s'est mariée en 1872 avec Alfred Delpech de Frayssinet.
- Noémie Delmas, mariée à Charles-Hippolyte de Sorbier de Pougnadoresse (1818-1865), sous-préfet de Meaux. Ils ont eu deux fils Pierre Sorbier de Pougnadoresse (1852-1895), sous-préfet, et Jean Sorbier de Pugnadoresse (1854-1922), inspecteur général des finances.
- Henri Delmas (1846-), sous-préfet, maire de Bayeux, il habitait le château de Sénezergues qu'il vendit en 1882 à M. Antoine Delrieu.

## Carrière administrative
- Sous-préfet de Saint-Flour
- Préfet de Saône-et-Loire
- Préfet de la Haute-Garonne
- Secrétaire général du Ministère de l'Intérieur

## Les œuvres d'éducation et d'assistance
Il a mis en place en 1845 la colonie pénitentiaire expérimentale de Montbellet pour les orphelins délinquants, puis une autre en 1848 dans son domaine de Boussaroque à Sansac-Veinazès où il accueillit 192 enfants du département du Rhône, essentiellement des Lyonnais.
L'aumônier de l'institution était l'abbé Vixège, ancien vicaire de Thiézac, puis de Pers, qui éditait pour eux une revue de 32 pages, la Revue amusante, ou Nouveau choix d'histoires amusantes, publié à Aurillac, 1853, imprimerie Feray. Il s'agissait « d'une série de traits, épigrammes, calembourgs, âneries, naïvetés, proverbes, problèmes amusants, feuilletons, charades, énigmes, acrostiches, bouts-rimés, etc. ».
Il a aussi fondé en 1848, une école normale d'institutrices pour les sœurs des congrégations enseignantes.
En 1846, alors préfet de Saône-et-Loire, M. Delmas "félicite" le conseil général de Saône-et-Loire d'avoir "balayé de notre sol les vagabonds et les mendiants valides"...

## Distinctions
- Commandeur de la Légion d'honneur